# 拉福爾圖納區

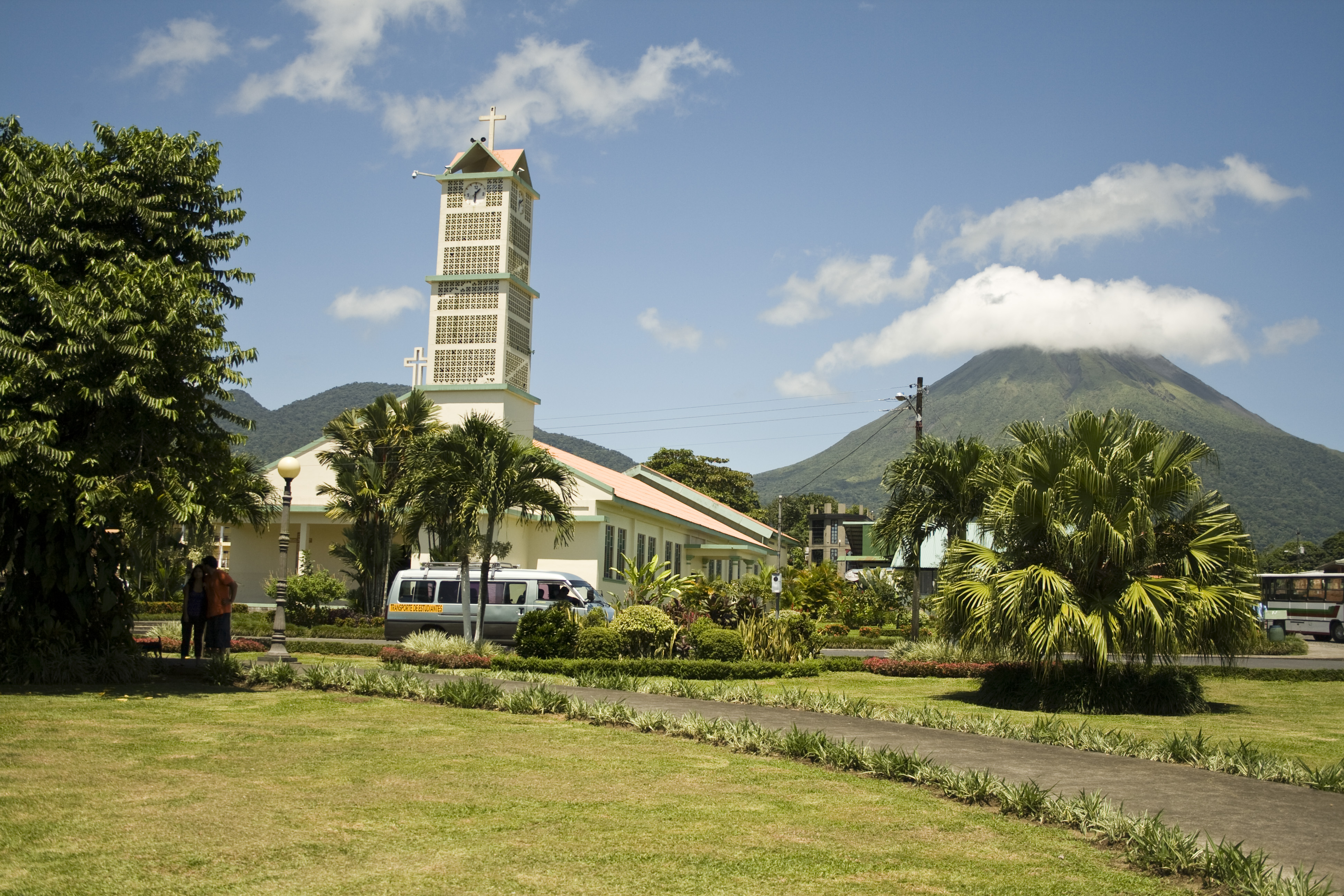

拉福爾圖納區（西班牙語：La Fortuna），是哥斯達黎加的一個區，位於該國西北部阿拉胡埃拉省，面積225平方公里，海拔高度269米，2011年人口15,383，人口密度每平方公里68.37人。